# Janj
Janj je rijeka kod Šipova, u BiH. Duga je 14,35 km. Ime Janj označava i područje južno od Šipova prema Kupresu sačinjenu od mnogobrojnih sela, koja se nalaze u i oko kanjona rijeke Janj. Izvor rijeke Janj se nalazi u dubokom, mračnom kanjonu koji sunce nikada ne obasjava.
Kanjon rijeke Janj je zaštićeni prirodni rezervat Republike Srpske, koji je 28. srpnja 2021. godine upisan na UNESCO-ov popis mjesta svjetske baštine u Europi pod imenom Prašuma Janj.